# Anomocora gigas
Anomocora gigas är en korallart som först beskrevs av van der Horst 1931.  Anomocora gigas ingår i släktet Anomocora och familjen Caryophylliidae. Inga underarter finns listade i Catalogue of Life.